# 2. Sicherungs-Division
Die 2. Sicherungs-Division war ein Großverband der deutschen Kriegsmarine im Zweiten Weltkrieg.

## Geschichte
Die Division wurde im Februar 1941 bei Boulogne für Sicherungsaufgaben im Bereich der französischen Kanalküste aufgestellt. Die 2. Sicherungs-Division war dem Befehlshaber der Sicherung West unterstellt und hatte das Einsatzgebiet im englischen Kanal zwischen Dover und Scheldemündung. Sie wurde im September 1944 aufgelöst.

## Kommandeure
- Kapitän zur See Karl Weniger: Februar 1941 bis 1. Oktober 1941 (†)
- Kapitän zur See Heinrich Bramesfeld Oktober 1941 bis Oktober 1942 (verwundet), von Oktober 1941 bis November 1941 gleichzeitig Kommandeur der 1. Sicherungs-Division
  - Korvettenkapitän Hans John: im Dezember 1941/Januar 1942 in Vertretung
- Kapitän zur See Max Freymadl: Februar 1943 bis April 1944 (nach dem Krieg im Deutschen Minenräumdienst)
- Fregattenkapitän Adalbert von Blanc: April 1944 bis September 1944 (nach dem Krieg im Deutschen Minenräumdienst)

## Gliederung

### 1942
- 3. Räumbootsflottille
- 4. Räumbootsflottille mit dem Begleitschiff Von der Groeben (ex M 107)
- 36. Räumbootsflottille
- 38. Räumbootsflottille
- 15. Vorpostenflottille
- 18. Vorpostenflottille
- 4. Sperrbrecherflottille

### 1943
- 2. Räumbootsflottille (Dünkirchen) mit dem Begleitschiff Brommy (ex M 50)
- 4. Räumbootsflottille (Boulogne)[2] mit dem Begleitschiff Königin Luise (ex Flottenbegleiter F 6)
- 8. Räumbootsflottille (Brügge) mit dem Begleitschiff Jungingen (ex M 534, ex Frauenlob, ex M 134)
- 10. Räumbootsflottille (Ouistreham) mit dem Begleitschiff Von der Lippe (ex M 146, ex Taku, ex M 546)[2]
- 15. Vorpostenflottille (Le Havre)
- 18. Vorpostenflottille (Brügge)
- 36. Minensuchflottille (Ostende)
- 38. Minensuchflottille (Le Havre)

zugeteilt:
- 2. Artillerieträgerflottille (Boulogne), bis Anfang 1945, dann zur 5. Sicherungs-Division

1944
Zusätzlich wurde ab Februar 1944 die neu aufgestellte 6. Artillerieträgerflottille, welche nur bis August 1944 bestand, der Division zugeteilt.

## Bekannte Divisionsangehörige
- Oberleutnant zur See Otto Nordt: von Juli bis Dezember 1942 im Stab der Division
- Korvettenkapitän Karl Palmgren: 1. Admiralsstabsoffizier von April 1944 bis August 1944, in dieser Funktion mit dem Eichenlaub zum Ritterkreuz ausgezeichnet, anschließend bei der Division Chef der 38. Minensuchflottille